# Georgiens regering

Georgiens statsvapen

Georgiens regering är en ministär. Regeringen i Georgien styrs av Georgiens premiärminister. I extrema fall kan mötena ledas av Georgiens president. Den första regeringen formades av Noe Zjordania i den demokratiska republiken Georgien 1918. Fram till den 28 januari 2008 bestod regeringen av fyra statssekreterare, och tretton ministrar. Efter omvalet av president Micheil Saakasjvili utfördes stora förändringar av regeringens struktur av den dåvarande chefen för den georgiska regeringen, premiärministern Lado Gurgenidze. Resultatet av detta blev att det nu finns fem statssekreterare och tretton ministrar. Som en effekt av förändringarna 2008 har flera nya ämbeten uppkommit, som minister för europeisk integration, och minister för diasporan, och även minister för återintegrering. Ämbetet som reformsminister avskaffades emellertid. Ministern för försvar och interna affärer samt riksåklagaren är inte medlemmar av kabinettet, utan är direkt underordnade presidenten. Efter Georgiska drömmens seger i parlamentsvalet 2012 meddelades det att hela regeringen skulle avsättas senast den 17 oktober 2012. Detta ägde dock rum veckan senare, då den nya regeringen godkändes den 25 oktober 2012.

## Nuvarande regering
| Post                                                                                      | Minister               |
| ----------------------------------------------------------------------------------------- | ---------------------- |
| Georgiens premiärminister Ledare av det georgiska kabinettet                              | Bidzina Ivanisjvili    |
| Återintegrationsminister                                                                  | Paata Zaqareisjvili    |
| Minister för Euro-Atlantiska integrationen                                                | Aleksi Petriasjvili    |
| Utrikesminister                                                                           | Maia Pandzjikidze      |
| Finansminister                                                                            | Nodar Chaduri          |
| Inrikesminister                                                                           | Irakli Gharbiasjvili   |
| Minister för diasporan                                                                    | Kote Surguladze        |
| Minister för inrikes tvångsförflyttade från ockuperade territorier, boende och flyktingar | Davit Darachvelidze    |
| Regional utvecklings- och infrastrukturminister                                           | Davit Narmania         |
| Vice premiärminister Försvarsminister                                                     | Irakli Alasania        |
| Utbildnings- och forskningsminister                                                       | Giorgi Marghvelasjvili |
| Minister för ekonomisk och hållbar utveckling                                             | Irakli Kvrikiasjvili   |
| Jordbruksminister                                                                         | Davit Kirvalidze       |
| Justitieminister                                                                          | Tea Tsulukiani         |
| Kultur- och monumentskyddsminister                                                        | Temur Odisjaria        |
| Miljöskydd- och naturresursminister                                                       | Chatuna Gogoladze      |
| Vice premiärminister Energiminister                                                       | Kacha Kaladze          |
| Hälso- och Socialminister                                                                 | Davit Sergijenko       |
| Kriminalvårdsminister                                                                     | Sozar Subari           |
| Sport- och Ungdomsminister                                                                | Levan Kipiani          |

- Källa: www.civil.ge